# Alex Frame
Alex Frame (ur. 18 czerwca 1993 w Christchurch) – nowozelandzki kolarz torowy i szosowy, złoty medalista torowych mistrzostw świata.

## Kariera
Pierwszy sukces w karierze Alex Frame osiągnął w 2009 roku, kiedy zdobył brązowe medale w drużynowym wyścigu na dochodzenie i wyścigu punktowym podczas torowych mistrzostw świata juniorów w Moskwie. Największy sukces osiągnął w 2015 roku, kiedy wspólnie z Pieterem Bullingiem, Dylanem Kennettem i Markiem Ryanem zwyciężył w drużynowym wyścigu na dochodzenie na torowych mistrzostwach świata w Paryżu. Startuje także w wyścigach szosowych.